# Kazincbarcika
Kazincbarcika là một thành phố thuộc hạt Borsod-Abaúj-Zemplén, Hungary. Thành phố này có diện tích 36,67 km², dân số năm 2010 là 29256 người, mật độ 798 người/km².